# Îles Vierges des États-Unis aux Jeux olympiques d'été de 2008
Les Îles Vierges des États-Unis participent aux Jeux olympiques d'été de 2008 à Pékin.

## Athlètes engagés

### Athlétisme

#### Hommes
| Épreuve          | Athlète       | Séries   | Séries | Quarts de finale | Quarts de finale | Demi-finales | Demi-finales | Finale   | Finale |
| Épreuve          | Athlète       | Résultat | Rang   | Résultat         | Rang             | Résultat     | Rang         | Résultat | Rang   |
| ---------------- | ------------- | -------- | ------ | ---------------- | ---------------- | ------------ | ------------ | -------- | ------ |
| 400 mètres       | Tabarie Henry | 45.36    | 2e Q   | NC               | NC               | 45.19        | 7e           | -        | -      |
| Lancer du disque | Eric Matthias | 53,11m   | 18e    | -                | -                | -            | -            | -        | -      |

#### Femmes
| Épreuve    | Athlète                | Séries   | Séries | Quarts de finale | Quarts de finale | Demi-finales | Demi-finales | Finale   | Finale |
| Épreuve    | Athlète                | Résultat | Rang   | Résultat         | Rang             | Résultat     | Rang         | Résultat | Rang   |
| ---------- | ---------------------- | -------- | ------ | ---------------- | ---------------- | ------------ | ------------ | -------- | ------ |
| 100 mètres | Tahesia Harrigan-Scott | 11.46    | 3e Q   | 11.36            | 5e               | -            | -            | -        | -      |
| 100 mètres | LaVerne Jones-Ferrette | 11.41    | 3e Q   | 11.55            | 5e               | -            | -            | -        | -      |
| 200 mètres | LaVerne Jones-Ferrette | 23.12    | 4e Q   | 23.37            | 7e               | -            | -            | -        | -      |

### Boxe
Les Îles Vierges ont qualifié deux boxeurs pour le tournoi olympique de boxe. John Jackson et Julius Jackson se sont qualifiés lors du premier tournoi de qualification américain.
- John Jackson
- Julius Jackson

| Athlète        | Catégorie               | 16e de finale       | 8e de finale        | Quart de finale     | Demi-finale         | Finale              |
| Athlète        | Catégorie               | Adversaire Résultat | Adversaire Résultat | Adversaire Résultat | Adversaire Résultat | Adversaire Résultat |
| -------------- | ----------------------- | ------------------- | ------------------- | ------------------- | ------------------- | ------------------- |
| John Jackson   | Poids welters (-69Kg)   | Nurutdinov 4-2      | Kim Défaite 0-10    | -                   | -                   | -                   |
| Julius Jackson | Poids mi-lourds (-81Kg) | Egan Défaite 2-22   | -                   | -                   | -                   | -                   |

## Liste des médaillés

### Médailles d'Or
| Sport            | Discipline | Sportifs | Performance |
| Médailles d'or : |            |          |             |

### Médailles d'Argent
| Sport                | Discipline | Sportifs | Performance |
| Médailles d'argent : |            |          |             |

### Médailles de Bronze
| Sport                 | Discipline | Sportifs | Performance |
| Médailles de bronze : |            |          |             |